# Otto Zaps

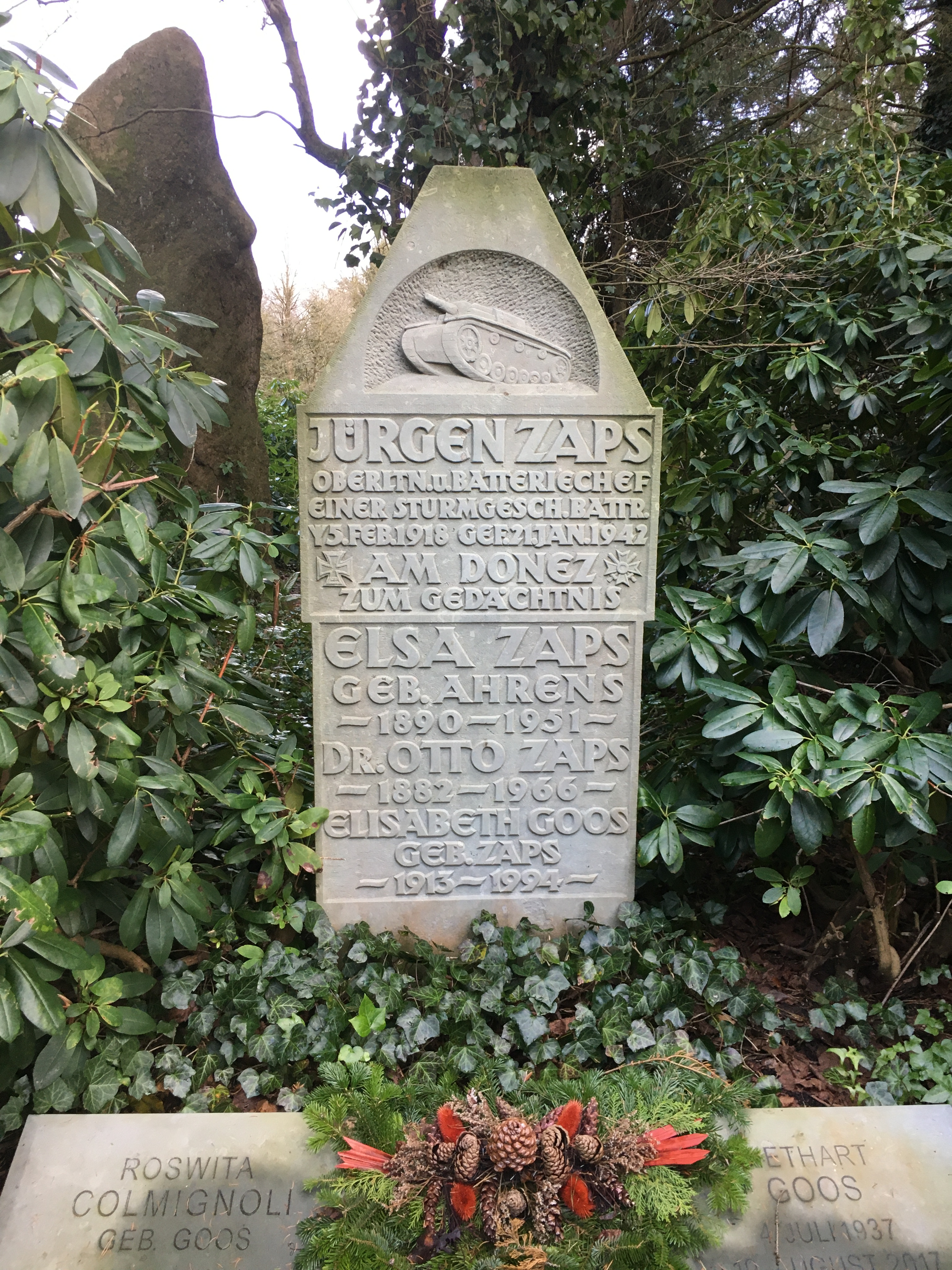
Grabstätte auf dem Friedhof Ohlsdorf

Otto Zaps (* 12. März 1882; † 26. März 1966 in Bremen) war ein deutscher Feuerwehrmann.

## Leben
Zaps studierte an der Technischen Hochschule Hannover und war seit 1900 Mitglied der Hannoverschen Burschenschaft Arminia. Er schloss sein Studium mit der Promotion zum Dr.-Ing. ab. Als Brandmeister trat Otto Zaps 1907 der Hamburger Berufsfeuerwehr bei. 1925 ging er als Landesbranddirektor nach Thüringen, kam aber 1928 nach Hamburg zurück. Zwischenzeitlich wurde Zaps 1927 mit „Feuers- und Explosionsgefahren in Kraftwagenhallen, ihre Verhütung und Bekämpfung“ zum Doktor der Ingenieurwissenschaften promoviert. Vom 1. Februar 1937 bis 31. Juli 1945 leitete er die Hamburger Feuerwehr als Oberbranddirektor, zuletzt im Range eines Generalmajors der Polizei.
Otto Zaps wurde auf dem Hamburger Friedhof Ohlsdorf beigesetzt.